# Мельницкий, Николай Михайлович
Никола́й Миха́йлович Мельни́цкий (9 [21] мая 1887, Киев, Российская империя — 7 ноября 1965, Ганьи, пригород Парижа, Франция) — офицер лейб-гвардии Российской империи, военный лётчик, спортсмен: входил в олимпийскую сборную команду, серебряный призёр Олимпийских игр 1912 года в Стокгольме по стрельбе из пистолета, участник Первой мировой войны и «белого» движения.

## Биография
Из дворян Псковской губернии, православного вероисповедания.
Родился в Киеве. Общее образование получил в Санкт-Петербурге, во 2-м кадетском корпусе, военное — в Павловском военном училище (С.-Петербург), которое окончил в августе 1906 года по 1-му разряду. Произведен из фельдфебелей в подпоручики, выпущен в Семёновский лейб-гвардии полк. Служил младшим офицером в 12-й роте.
В январе 1912 года направлен на теоретические авиационные курсы при Санкт-Петербургском политехническом институте, затем окончил полный курс в Офицерской школе авиации Отдела воздушного флота со званием «военный лётчик».
С 18.04.1910 — поручик лейб-гвардии (со старшинством с 24.03.1910), с 06.04.1914 — штабс-капитан лейб-гвардии (со старшинством с 24.03.1914). С 13.07.1913 состоял прикомандированным к 1-й авиационной роте для выслуги положенных двух лет за окончание авиационной школы.
В 1912 году, будучи в чине поручика, Николай Мельницкий участвовал в 5-х летних Олимпийских играх в Стокгольме. В командных соревнованиях по стрельбе из дуэльного пистолета с 50 метров занял 4-е место и был награждён «Почётным призовым дипломом». Принимал участие в стрельбе с 25 (22-е место) и с 50 (33-е место) метров. Кроме него, в Стокгольме в олимпийскую команду по стрельбе из произвольного пистолета, завоевавшую серебряные медали, входили офицеры Амос Каш, Георгий Пантелеймонов и Павел Войлошников.
Участник Первой мировой войны. 
 В 1914—1915 годах — военный лётчик 14-го корпусного авиационного отряда, штабс-капитан лейб-гвардии (по некоторым данным — военный лётчик 16-го корпусного авиационного отряда). С конца 1915 года — военный лётчик Авиационного отряда для охраны Императорской резиденции (Царской Ставки) в Могилёве (начальник авиаотряда — Павленко В. А.), штабс-капитан лейб-гвардии. На июнь 1917 — командир 13-го корпусного авиационного отряда, капитан гвардии.
В годы войны за боевые отличия, за отлично-усердную службу и особые труды, понесенные по обстоятельствам, вызванным войною, награждён орденами, был представлен командованием 9-й Армии к награждению Георгиевским оружием.
Участник «белого» движения и Гражданской войны 1918—1922 г.г. 
С декабря 1919 — на Северном фронте, в белых войсках генерала Миллера. Служил в 1-м Автомобильном дивизионе. С 14.02.1920 — начальник авиации Архангельского района и исполняющий должность командира Авиационного дивизиона. Капитан гвардии.
С 1920 года — в эмиграции. 
На 29.04.1920 — находился в военном лагере Варнес в Норвегии. На декабрь 1926 — эмигрант во Франции (в Париже). Член полкового объединения. Член правления Союза русских дипломированных инженеров во Франции (1951). Член Общекадетского объединения во Франции. Полковник.
Умер в 1965 году. Похоронен на кладбище коммуны Ганьи департамента Сен-Сен-Дени (северо-восточный пригород Парижа), Франция.

## Награды
ордена: 
- Святого Станислава 3-й степени (1913)
- Святой Анны 3-й степени с мечами и бантом (ВП от 31.01.1915)
- мечи и бант к ордену Святого Станислава 3-й степени (ВП от 11.09.1915)
- Святой Анны 2-й степени (ВП от 22.04.1916)

оружие:
- был представлен к награждению Георгиевским оружием (октябрь 1916) [3]

медали:
- «В память 200-летия Полтавской битвы» (1909)
- «В память 100-летия Отечественной войны 1812 года» (1912)
- «В память 300-летия царствования дома Романовых» (1913)